# Аспідистра
Аспіди́стра (Aspidistra) — азійська конвалія, безстебельна рослина роду Aspidistra родини холодкові (Asparagaceae) (раніше відносили до родини Ruscaceae а також лілейних (Liliaceae)).

## Назва
В англійській мові має назву «чавунна рослина» (англ. Cast Iron Plant), що свідчить про її витривалість.

## Будова
Найцікавіша їх властивість — це незвичайна різноманітність в будові квітки. Наприклад, число листочків оцвітини варіює від двох (абсолютний мінімум для рослин ряду спаржецвітих) до дванадцяти (більше в цьому ряду є тільки у одного роду). Форма квітки і його окремих частин також надзвичайно різноманітні, що використовується у систематиці цього роду, що складається з великого числа видів, часто ендемічних (з дуже обмеженим ареалом проживання).
Китайська Aspidistra elatior має широке, ланцетоподібне листя і, як і всі члени роду, добре росте в ґрунті в теплу погоду й в оранжереї.

## Поширення та середовище існування
Рослини роду Aspidistra, що належать до родини холодкових або спаржевих (Asparagaceae), є невеликими кореневищними травами і мешкають у тропічних лісах Південно-Східної Азії. 

## Практичне використання
Aspidistra elatior вирощують як кімнатну рослину. Може витримувати довгий час без поливу.

## Галерея

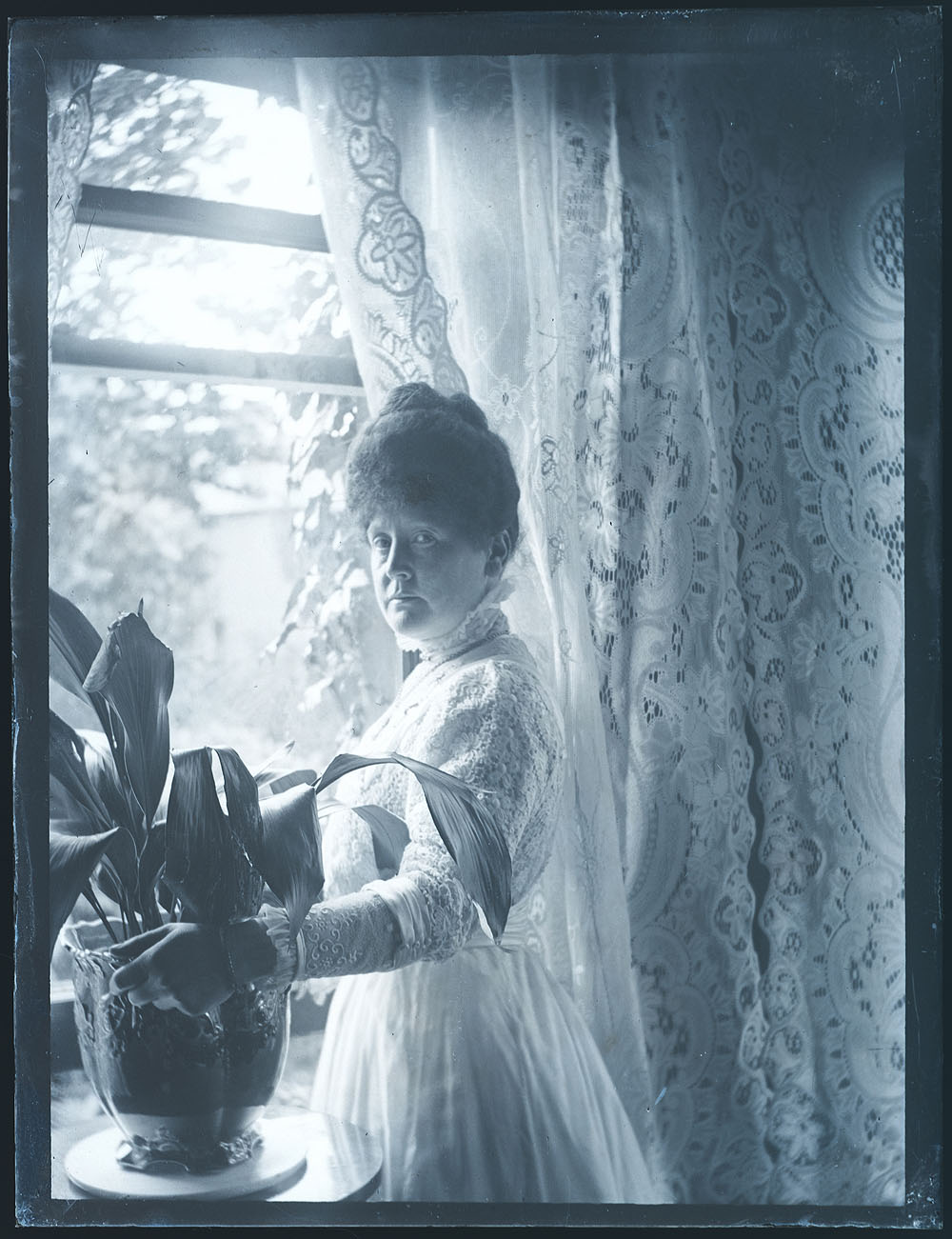
Фотографія жінки з аспідистрою
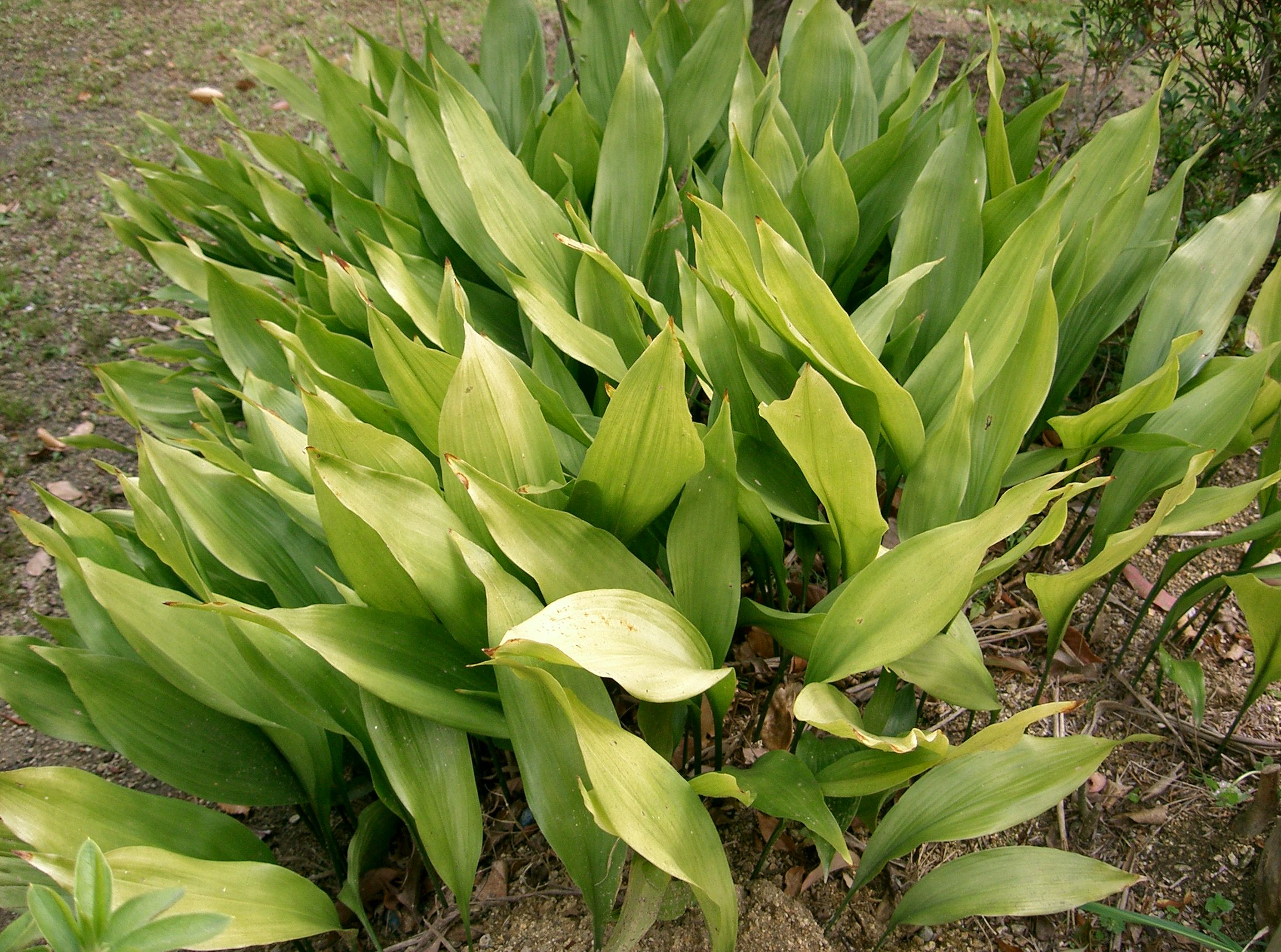
Aspidistra elatior
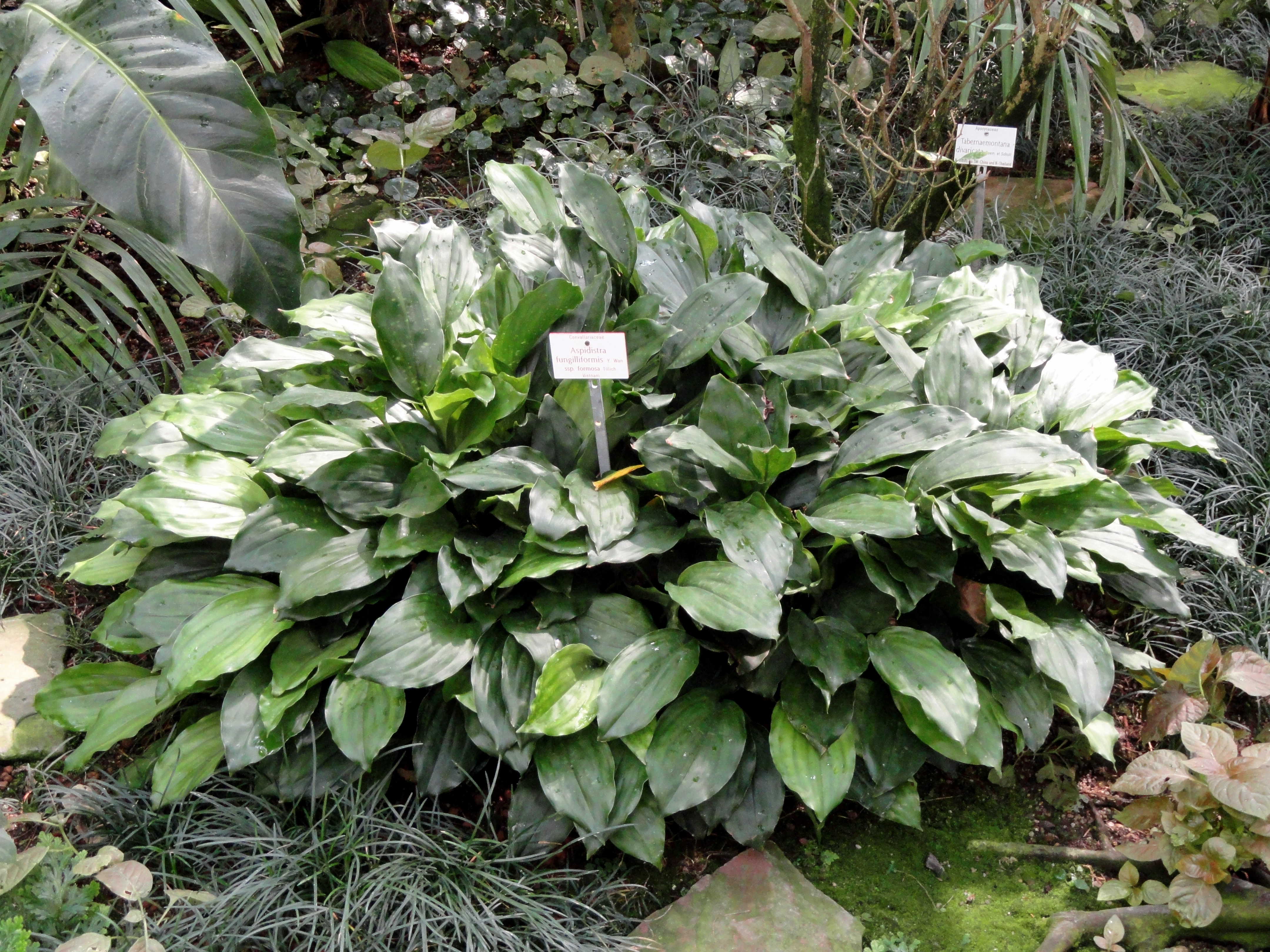
Aspidistra fungilliformis
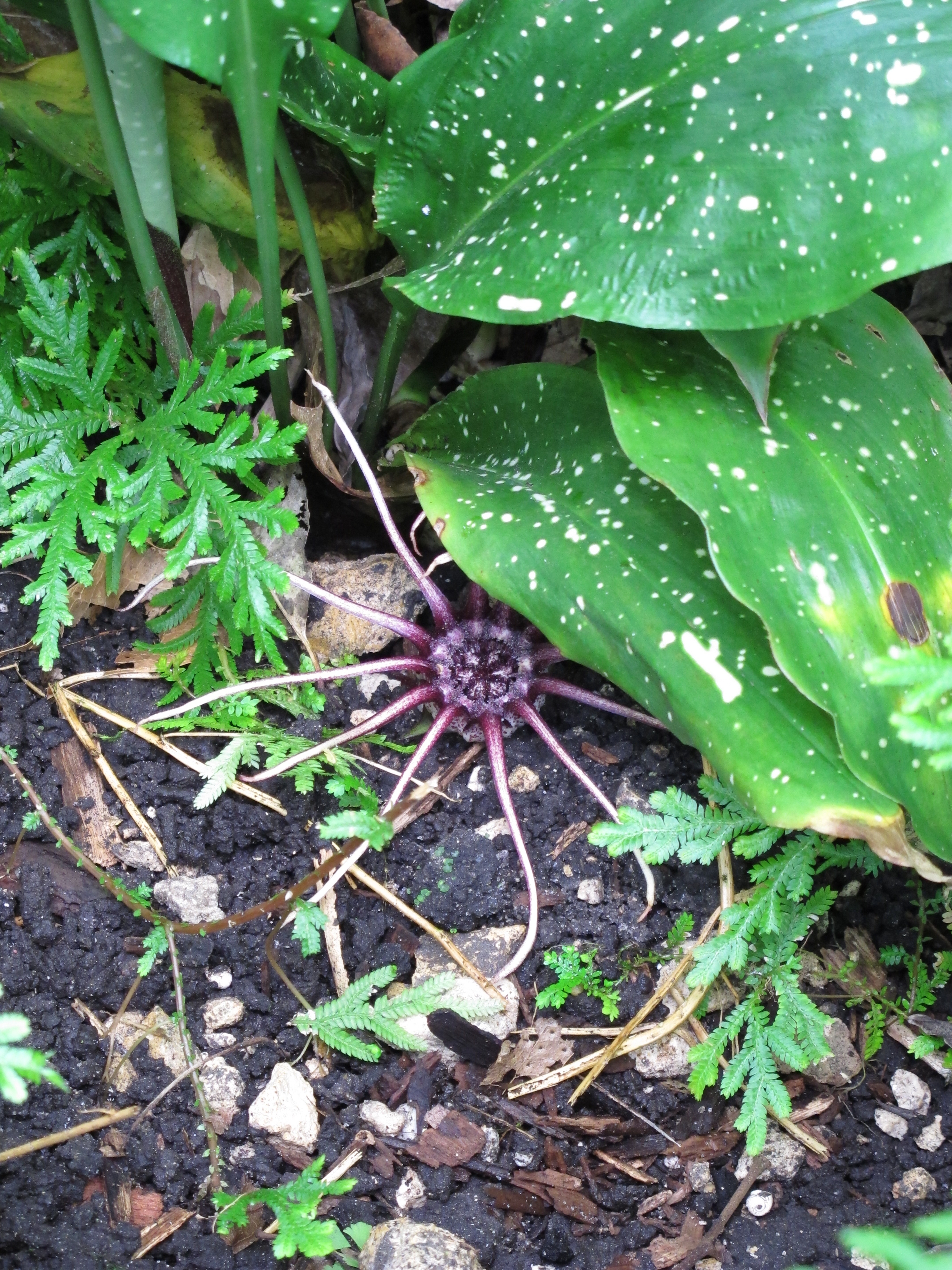
Aspidistra grandiflora